# Literatūra ir menas
«Литература ир мянас» (лит. „Literatūra ir menas“, с лит. — «Литература и искусство») — литературная и культурная еженедельная газета Литвы, выходящая с 21 июля 1946 года в Вильнюсе на литовском языке.

## История
Еженедельник начал выходить вместо ежемесячного приложения к газете „Tarybų Lietuva“ («Советская Литва») под названием „Literatūra ir menas“, выходившего в 1942—1944 годах в Москве (первых два номера вышли под названием „Menas ir literatūra“) и в 1944—1945 годах в Каунасе. С 1946 года газету издавал Союз советских писателей Литовской ССР и Управление по делам искусства, с 1954 года — Союз советских писателей Литвы, с 1963 года — Союз писателей Литовской ССР, с 1968 года — творческие союзы Литовской ССР, с 1982 года — Министерство культуры Литовской ССР и Союз писателей. 
С 1989 года издатель еженедельника — Союз писателей Литвы. C 2005 года газету стало издавать Общественное учреждение «Литература ир мянас», учредитель которого — Союз писателей Литвы. С 2012 года издание стало выходить в виде еженедельного журнала.
Газета публикует статьи и разнообразные сведения о событиях культурной жизни, художественной литературе, музыке, изобразительных искусствах, театре, кино, архитектуре, а также печатает произведения художественной литературы, в том числе и в переводах.

## Редакторы и сотрудники
Редакторами еженедельной газеты были Йонас Шимкус (1946—1949), Вацис Реймерис (1949—1969), Витаутас Радайтис (1969—1975), заслуженный журналист Литовской ССР Освалдас Алякса (1975—1985), поэт и прозаик Антанас Дрилинга (1985—1988), писатель Леонидас Яцинявичюс (1989—1990), поэт, публицист, критик и переводчик Витаутас Рубавичюс (1990—1993), поэт и переводчик Владас Бразюнас (1993—1995), поэт, актёр и режиссёр Альвидас Шляпикас (1995—1998), критик Казис Амбрасас (1956—1961), Бенедиктас Янушявичюс (январь — февраль и апрель — июнь 1999), Арнас Алишаускас (март 1999), Арнолдас Барисас (июль — август 1999), Гинтарас Блейзгис (1999—2001), поэт, эссеист, переводчик Корнелиюс Платялис (2001—2014). С 2014 до 2022 года главным редактором газеты был Гитис Норвилас.. С 2022 года газета выходит под редакцией Лины Лауры Шведайте.
В 1950—1953 годах в редакции работал известный впоследствии литературовед Йонас Ланкутис, в 1962—1966 годах  — поэтесса Юдита Вайчюнайте, в 1966—1967 годах — писатель и переводчик Альфонсас Буконтас.

## Тираж
Тираж в 1981 году составлял 40 400 экземпляров, в 1989 году — 76 100, в 1997 году — 3300, в 2007 году — 2000 экземпляров. В настоящее время тираж составляет 1300 экземпляров.